# Hraniční přechod Horní Líštná – Leszna Górna
Hraniční přechod Horní Líštná – Leszna Górna (polsky Przejście graniczne Leszna Górna – Horní Líštná) je bývalý silniční hraniční přechod na česko-polské státní hranici na hraničním úseku I/60/3 - I/61 mezi českou obcí Horní Lištná (část města Třinec, okres Frýdek-Místek, Moravskoslezský kraj) a polskou obcí Leszna Górna (okres Těšín, Slezské vojvodství). Přechod leží v nadmořské výšce 398 m n. m. na silnici II/476. Před zrušením byl určen pro pěší, cyklisty a motoristy.
Hraniční přechod byl zrušen při vstupu České republiky do Schengenského prostoru v roce 2007. V případě dočasného znovuzavedení ochrany vnitřních hranic je provoz na hraničním přechodu upraven Sdělením Ministerstva vnitra č. 395/2021 Sb.

## Historie
Původní vesnice Horní Líštná byla rozdělena v roce 1920 na dvě stejnojmenné obce. Katastrální území české části zaujímá přibližně šestinu původní rozlohy, polská část spadá do okresu Těšín. Česká obec byla k městu Třinec připojena v roce 1960.